# 比爾·尼可森
威廉·貝克·尼可森（英語：William Beck "Swish" Nicholson，1914年12月11日—1996年3月8日），綽號「瑞典佬」，為美國職棒大聯盟的外野手。生涯曾效力過運動家、小熊、費城人等隊。
1944年，尼可森曾在滿壘中獲得故意四壞保送，大聯盟歷史上只有6名球員達成這項成就。

## 職業生涯
1936年，年僅21歲的尼可森登上大聯盟。該年他僅出賽11場比賽，12個打數完全沒有擊出安打。之後他在小聯盟打了兩年，並在1939年來到小熊隊。
1940年，尼可森開始站穩大聯盟，並在該年成功入選生涯首次明星賽。1943年，他的打擊率高達3成09，並敲出29轟與128分打點，成功拿下國聯全壘打王和打點王。
1944年他的打擊率下滑到2成87，但依舊擊出33轟與122分打點，再度蟬聯全壘打王和打點王。7月23日，他單場敲出4轟，並在第5個滿壘時遭到故意四壞保送。這年他在MVP票選上以一票之差輸給馬蒂·馬里昂。
儘管小熊隊在1945年拿下國聯冠軍，但這年尼可森因為視力退化的關係，打擊率掉到2成43，並敲出13轟與88分打點，與前一年判若兩人。他在世界大賽的打擊率更是只有2成14，最終老虎成功拿下世界大賽冠軍。但他仍以8分打點成為世界大賽的打點王。
1949年，尼可森被交易到費城人，他在球隊主要擔任替補選手和代打。隔年他因為糖尿病的關係，體重減輕，打擊能力也變差。儘管費城人靠著一群「驚奇小子」闖進世界大賽，尼可森也無法隨隊出征。
尼可森生涯平均每90.7個打數才會擊出一次雙殺打，被認為是最難雙殺出局的選手。1953年，他敲出8支代打全壘打，並在球季結束後退休。
1996年3月8日，高齡81歲的尼可森去世。

## 生涯打擊成績
| 出賽次數 | 打席 | 打數 | 得分 | 安打 | 二安 | 三安 | 全壘打 | 打點 | 盜壘 | 保送 | 三振 | 打擊率 | 上壘率 | 長打率 | OPS  |
| -------- | ---- | ---- | ---- | ---- | ---- | ---- | ------ | ---- | ---- | ---- | ---- | ------ | ------ | ------ | ---- |
| 1677     | 6420 | 5546 | 837  | 1484 | 272  | 60   | 235    | 948  | 27   | 800  | 828  | .268   | .365   | .465   | .830 |

## 外部連結
- 球員資訊和成績在MLB，ESPN，Baseball-Reference，Fangraphs（英文）